# Julian Gozdowski
Julian Józef Gozdowski (ur. 22 maja 1935 w Czortkowie) – polski nauczyciel, trener narciarstwa, inicjator i komandor Biegu Piastów.

## Życiorys
Po II wojnie światowej jego rodzina zamieszkała w Cieplicach. W 1953 został absolwentem Akademii Wychowania Fizycznego we Wrocławiu. Pracował jako nauczyciel wychowania fizycznego, zajął się także trenowaniem biegów narciarskich w MKS Karkonosze Jelenia Góra. Pod koniec lat 60. odszedł z pracy w szkolnictwie, został zatrudniony w administracji państwowej. Objął funkcję kierownika wydziału kultury fizycznej urzędzie wojewódzkim w Jeleniej Górze.
W 1976 zorganizował pierwszą edycję Biegu Piastów, który wkrótce przekształcił się w coroczną międzynarodową imprezę narciarską na Polanie Jakuszyckiej w Szklarskiej Porębie. W 1995 bieg ten został włączony do Europejskiej Ligi Biegów Długodystansowych (Euroloppet), a w 2009 do Światowej Ligi Biegów Długodystansowych (Worldloppet). Julian Gozdowski objął funkcję komandora tego biegu oraz prezesa Stowarzyszenia „Bieg Piastów”. Odebrał przyznaną tej inicjatywie nagrodę dla najlepszej imprezy masowej 2009 w ramach w 75. Plebiscytu „Przeglądu Sportowego”.
W 2011 prezydent Bronisław Komorowski odznaczył go Krzyżem Oficerskim Orderu Odrodzenia Polski, a w 2016 prezydent Andrzej Duda nadał mu Krzyż Komandorski tego orderu.